# Cabricán
Cabricán är en kommunhuvudort i Guatemala.   Den ligger i departementet Departamento de Quetzaltenango, i den västra delen av landet, 130 km väster om huvudstaden Guatemala City. Cabricán ligger 2 461 meter över havet och antalet invånare är 11 946.
Terrängen runt Cabricán är lite bergig, och sluttar norrut. Runt Cabricán är det tätbefolkat, med 369 invånare per kvadratkilometer. Närmaste större samhälle är Comitancillo, 12,1 km sydväst om Cabricán. I omgivningarna runt Cabricán växer i huvudsak blandskog.